# Елія Браво-Ольїс
Е́лія Бра́во-О́льїс (ісп. Helia Bravo-Hollis; 30 вересня 1901, Мехіко — 26 вересня 2001) — мексиканський ботанік Національного університету в Мехіко, доктор наук, професор університету, колишній Президент мексиканської спілки кактусистів, почесний член американського Товариства любителів кактусів та інших сукулентів.

## Біографія
Працювала у Національному Автономному Університеті Мексики, займала керівні посади в Інституті біології (Мексика).
Була одним із засновників ботанічного саду Національного Автономного Університету Мексики у 1959 р. Протягом 1960-х дала потужний імпульс розвитку колекції Ботанічного саду. У 1985 році отримала ступінь почесного доктора Національного університету в Мехіко.
Померла 26 вересня 2001 року, не доживши лише 4 днів до свого сторіччя.

## Праці
Елія Браво — автор тритомної монографії — найдокладнішого довідника з кактусової флори Мексики — «Кактуси Мексики» (ісп. «Las Cactaceas де Мехіко»).
Її акронім в польових номерах рослин — BV.

## Нагороди
Нагороджена премією князівства Монако «Золотий кактус» (1980) за дослідження родини кактусових.

## Вшанування пам'яті

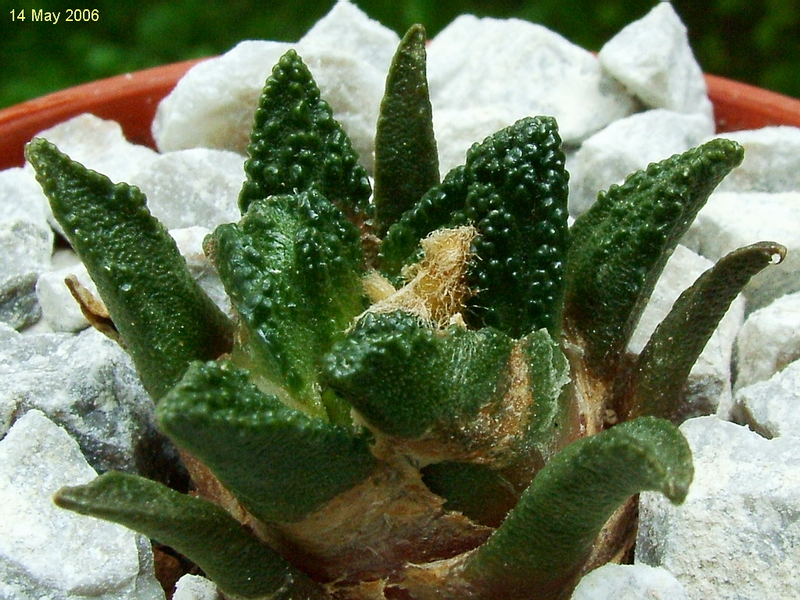
Ariocarpus bravoanus, названий на честь Елії Браво-Ольїс

На честь Елії Браво дано родові назви кактусів:
- Heliabravoa,
- Bravocactus;

і видові назви кактусів:
- Mammillaria bravoae (сучасна назва: (Mammillaria hahniana ssp. bravoae),
- Echinoffosulocactus bravoae,
- Opuntia bravoana,
- Opuntia heliae,
- Ariocarpus bravoanus.

Ботанічний сад Helia Bravo Hollis в Пуебла, Мексика, був названий на її честь і є домівкою для багатьох видів кактусів, які знаходяться під загрозою зникнення. Відділення пустель ботанічного саду Національного університету в Мехіко також названо на її честь.
30 вересня 2018 року Google вшанував пам’ять Елії Браво тематичним малюнком Google Doodle